# RD-0108
RD-0108 – radziecki silnik rakietowy. Skonstruowany przez OKB Kosberg. Silnik powstawał w latach 1959–1965. Używany do 1976.